# Bésame (película de 1929)
Bésame (título original en francés: Embrassez-moi) es una comedia cinematográfica muda de 1929 dirigida por Robert Péguy y protagonizada por Charles Prince, Suzanne Bianchetti y Jacques Arnna, en la que intervino el actor español Bonaventura Ibáñez. En 1932 se rodó una nueva versión sonora.

## Reparto
- Charles Prince como Boucatel.
- Suzanne Bianchetti como Marquesa Aurore.
- Jacques Arnna como Vizconde de Listrac.
- Hélène Hallier como Géraldine.
- Geneviève Cargese como Condesa de la Tour d'Argent.
- Henri Richard
- Félix Barré como Marqués de Champavert.
- Ernest Verne como Gaston de Champavert.
- Marcel Lesieur
- Eliane Tayar
- Bonaventura Ibáñez